# Talio (III)
El talio (III) es un estado de oxidación en que se encuentra el talio en numerosos compuestos. El catión incoloro Tl3+ es altamente ácido y oxidante; solo existe en medios muy ácidos.